# Sphinx orangé
Hyles lineata
Espèce
Le Sphinx orangé, Hyles lineata, aussi appelé Sphinx ligné, est une espèce de lépidoptères de la famille des Sphingidae, sous-famille des Macroglossinae, tribu des Macroglossini, sous-tribu Choerocampina, et du genre Hyles.

## Description
- Envergure du mâle : de 29 à 40 mm.

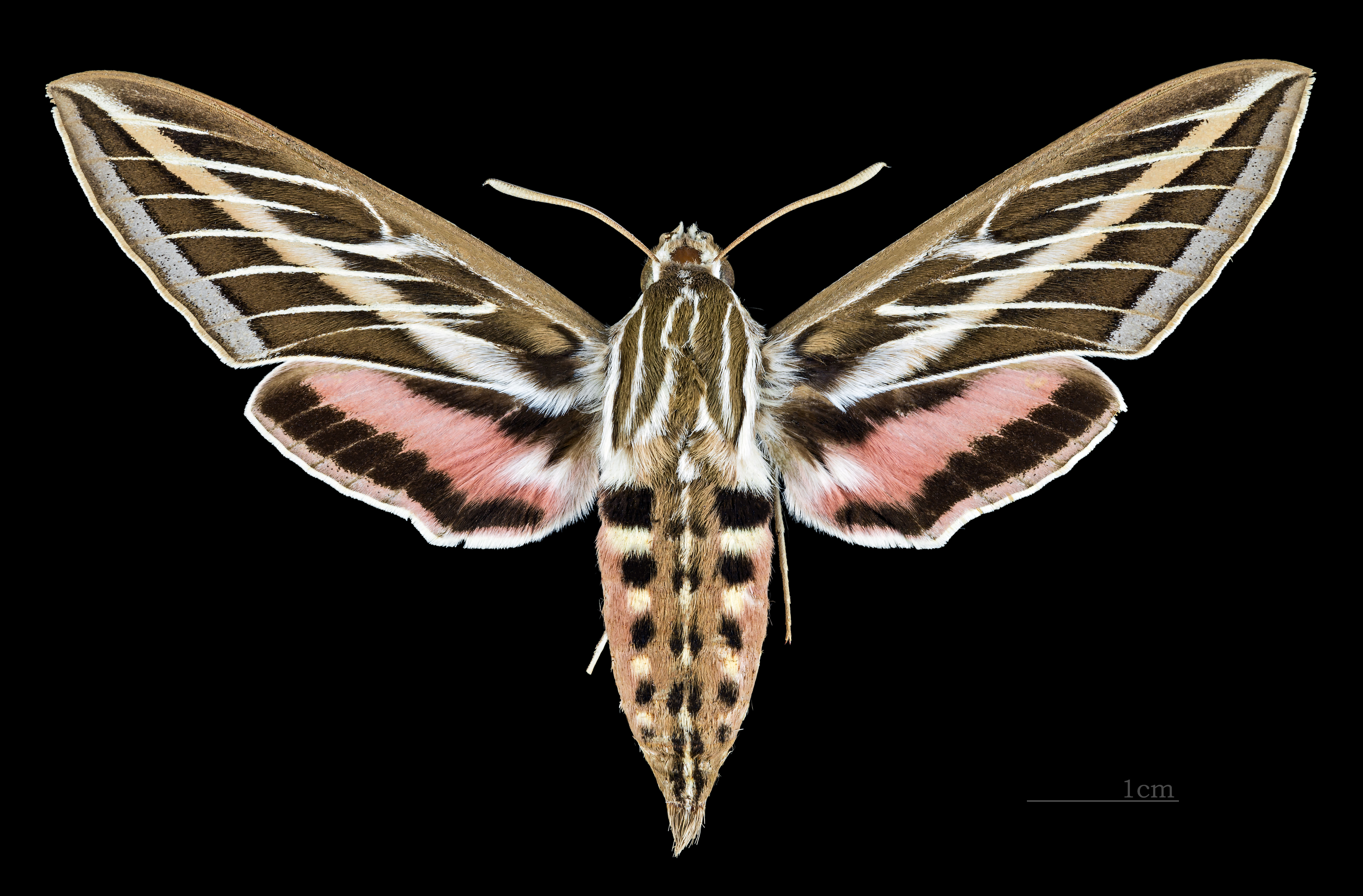
Face dorsale de la femelle (coll.MHNT)
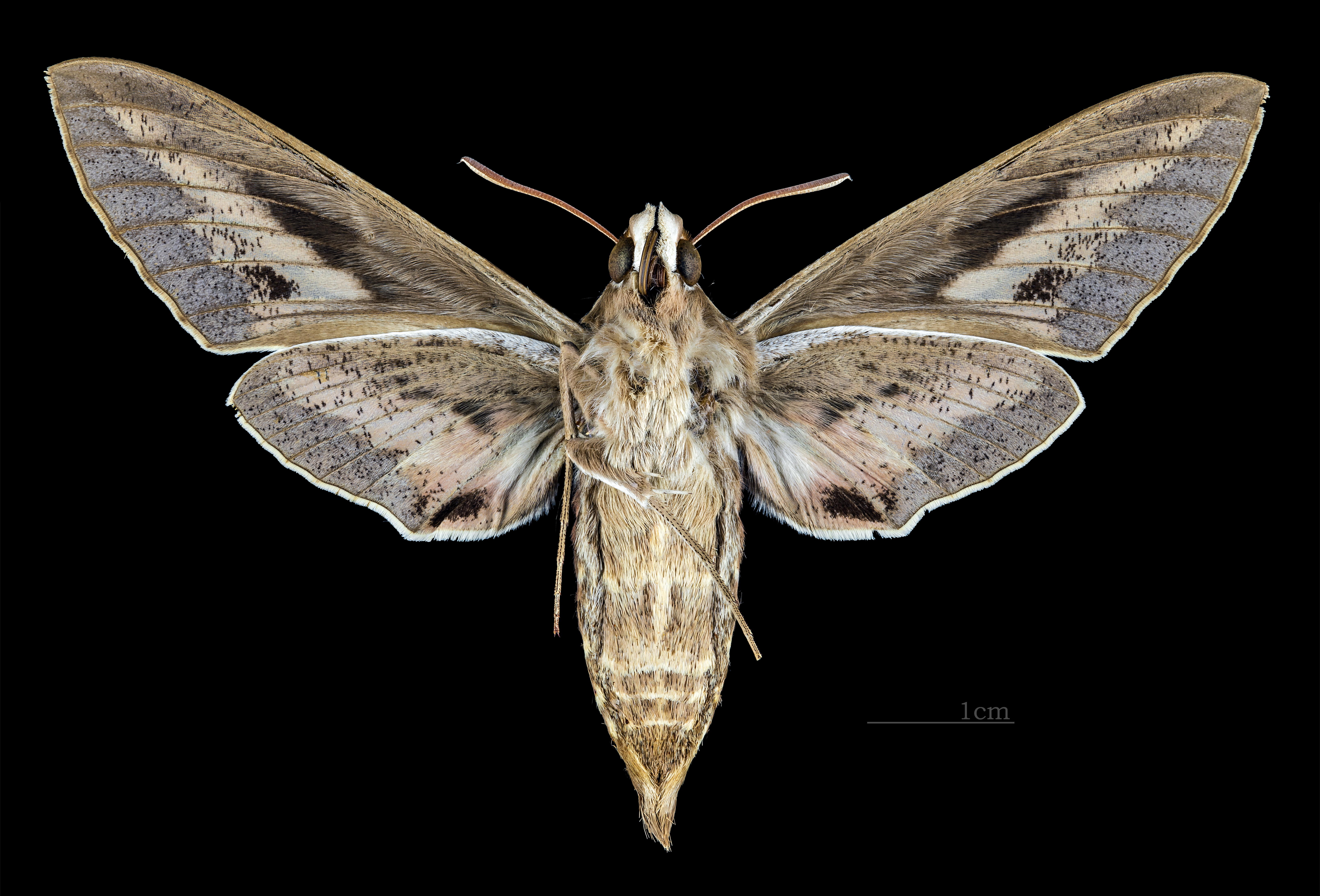
△ Face ventrale de la femelle (coll.MHNT)

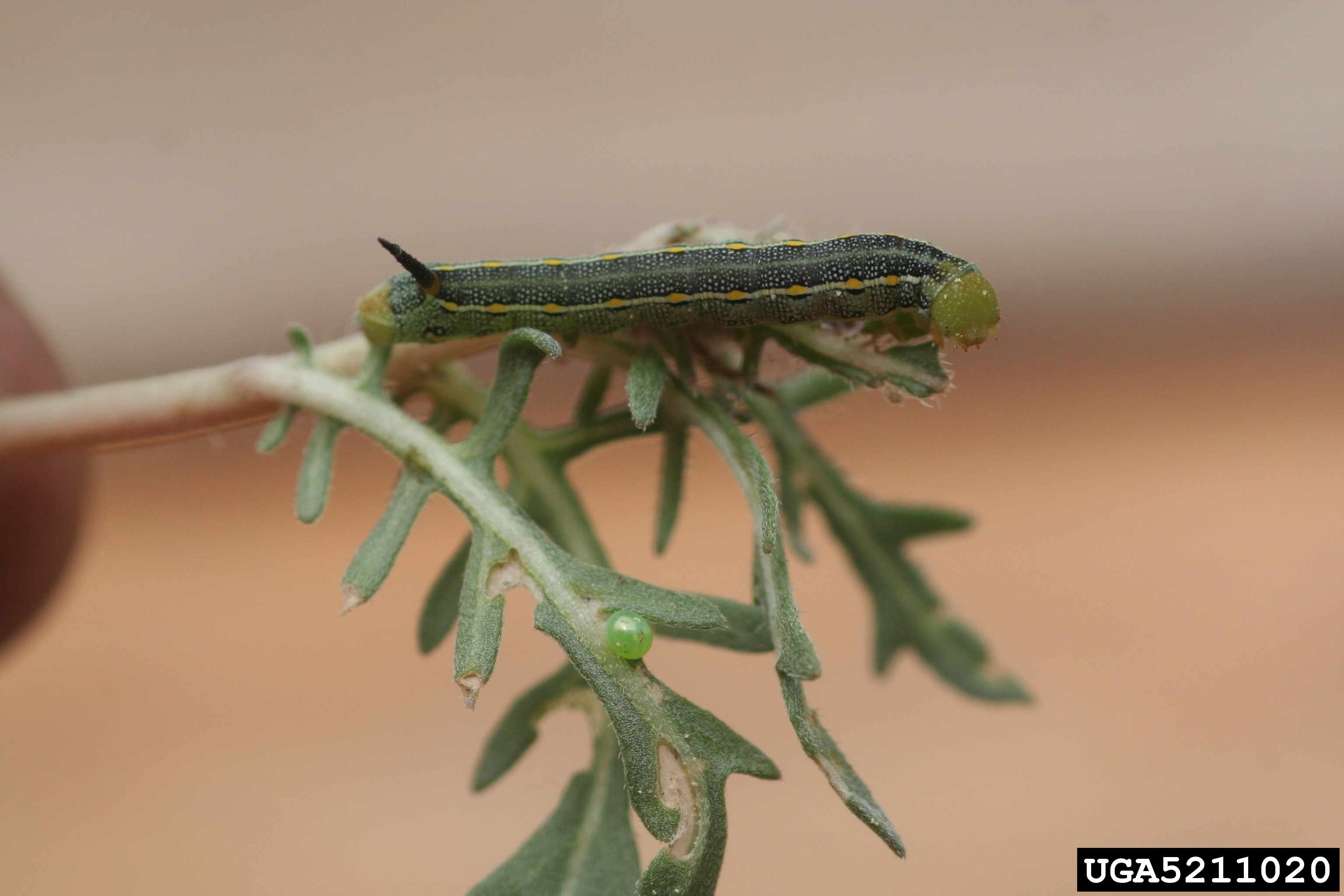
Œuf et Chenille
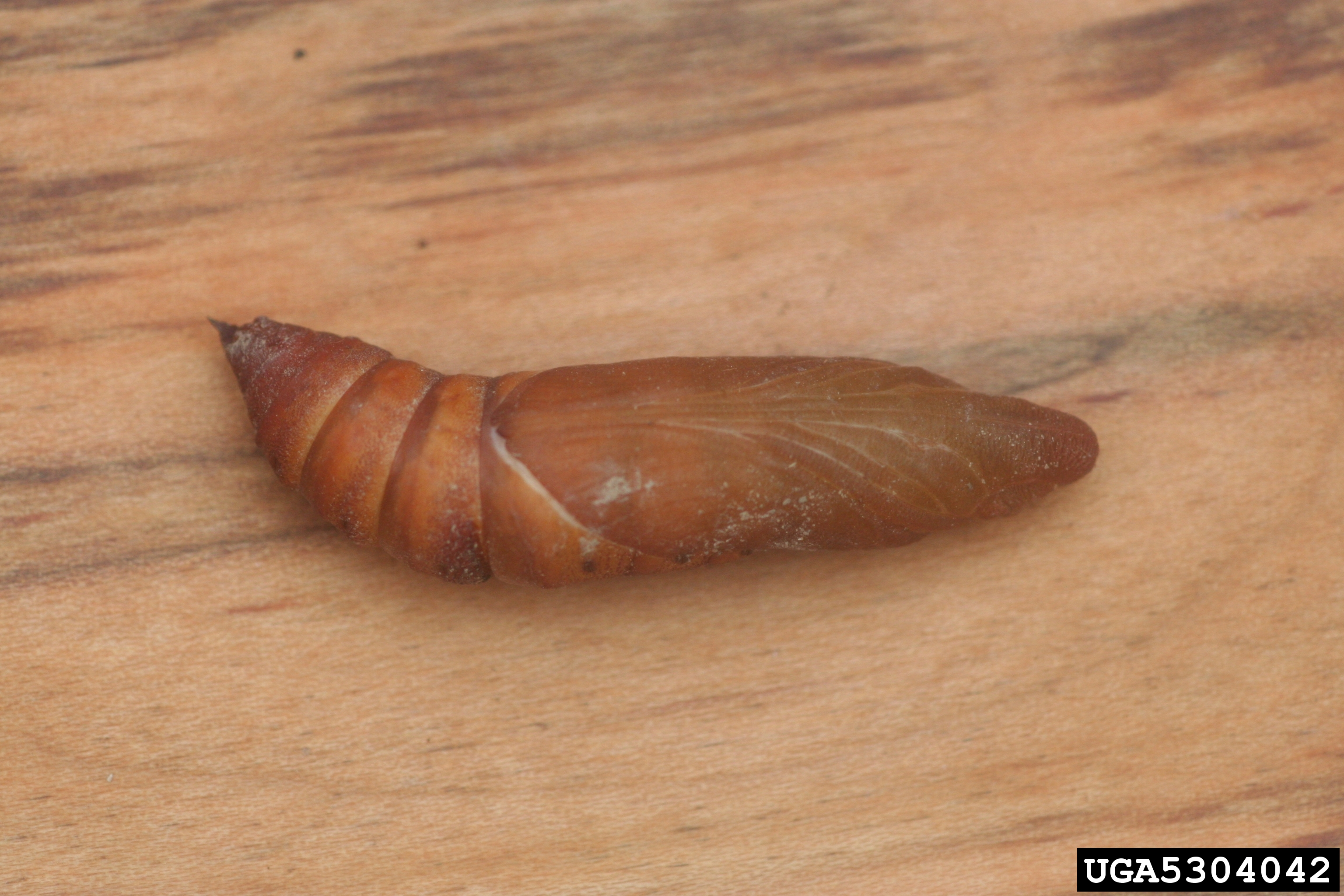
Nymphe
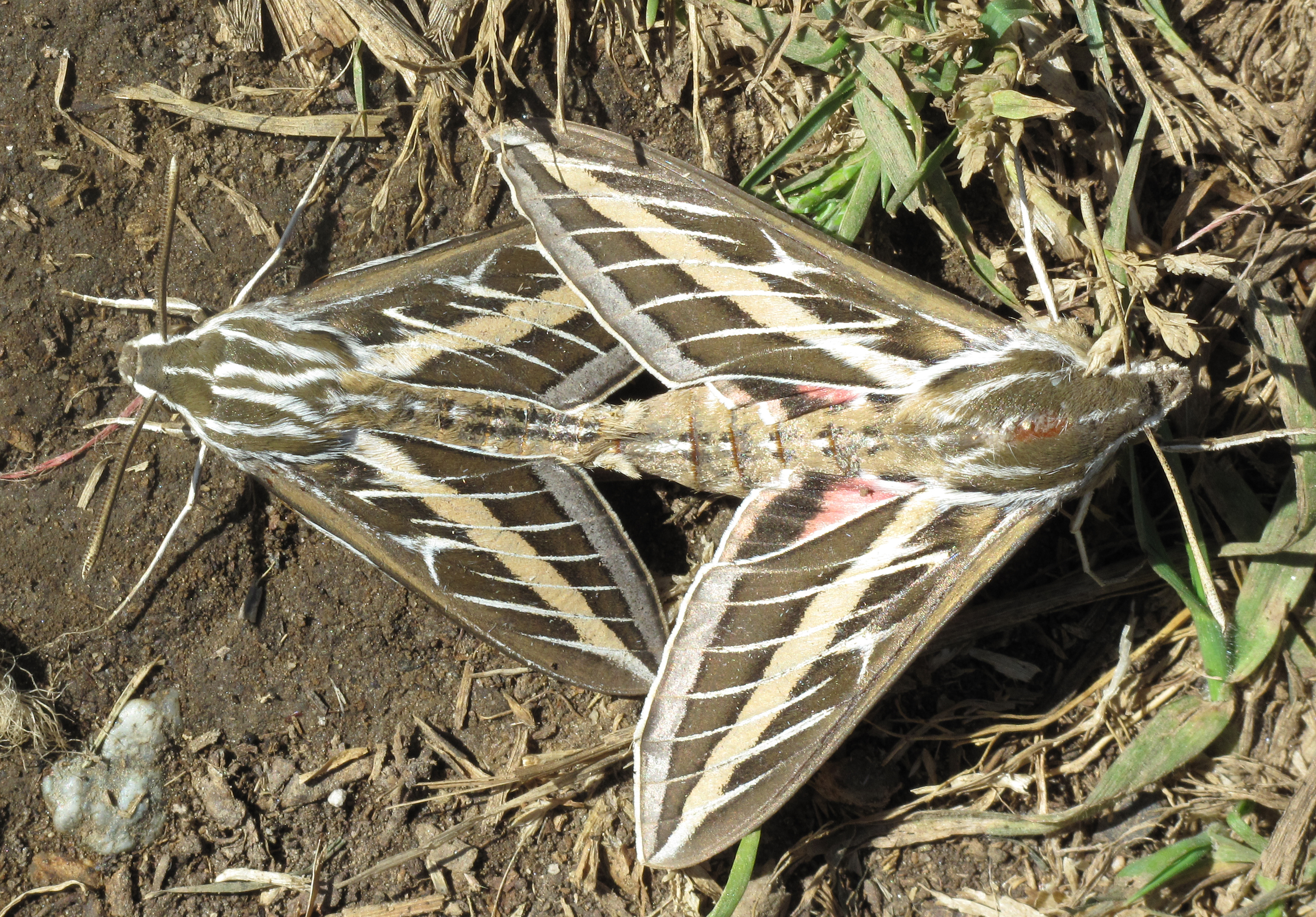
Accouplement

## Répartition et habitat
Répartition cosmopolite.

## Biologie
- Période de vol : de mai à septembre en deux générations.
- Plantes-hôtes [1] : Portulaca, Fuchsia, Mirabilis, Epilobium, Malus.

## Systématique
L'espèce Hyles lineata a été décrite par l'entomologiste danois Johan Christian Fabricius en 1775, sous le nom initial de Sphinx lineata.

### Synonymie
- Sphinx lineata Fabricius, 1775 Protonyme
- Celerio lineata
- Deilephila lineata
- Sphinx daucus Cramer, [1777] [3]
- Sphinx lineata americana Laporte, 1830
- Celerio lineata lineatoides Gehlen, 1934
- Celerio lineata florilega Kernbach, 1962

### Source
- P.C. Rougeot, P. Viette, Guide des papillons nocturnes d'Europe et d'Afrique du Nord, Delachaux et Niestlé, Lausanne 1978.